# الکساندرا بلینگ
الکساندرا بلینگ (به انگلیسی: Alexandra Billings) (زاده ۲۸ مارس ۱۹۶۲) بازیگر آمریکایی است. او زن ترنس است.